# Bikash Jairu
Bikash Jairu (* 10. November 1990 in Gyalshing) ist ein indischer Fußballspieler, der vor allem im Mittelfeld zum Einsatz kommt. Er steht derzeit beim Indian-Super-League-Club Jamshedpur FC aus der Stadt Jamshedpur im Bundesstaat Jharkhand unter Vertrag. Als indischer Nationalspieler bestritt er von 2015 bis 2018 knapp ein Dutzend Spiele, die Hälfte davon Freundschaftsspiele.

## Laufbahn

### Verein
Bikash Jairu stammt aus Gyalshing, einer Stadt im Distrikt West Sikkim im Bundesstaat Sikkim. Erste Ansätze für Fußball zeigte er zu Schulzeiten in der sechsten Klasse. Er wurde im Rahmen eines von der regionalen Regierung initiierten Programms gesichtet und startete seine fußballerische Laufbahn als Jugendspieler im Sports Hostel der Stadt Namchi. Von dort wechselte er später in die Sportakademie von Sikkim in Gangtok.
Im Sommer 2008 wurde er dann – neben Robin Gurung – als einer von lediglich zwei Alumni des Sports Hostel von einem Verein der I-League, der zu diesem Zeitpunkt einzigen höchsten indischen Spielklasse, unter Vertrag genommen, und zwar vom Oil and Natural Gas Corporation Football Club (FC ONGC), einem von der Firma ONGC gegründeten Verein aus Mumbai. Dieser Kontrakt lief von Juli 2008 bis einschließlich Juni 2011.
Es folgten eine Spielzeit (Juli 2011 bis Juni 2012) bei Rangdajied United FC, einem Verein aus Mawngap-Mawphlang in der Nähe von Shillong im Bundesstaat Meghalaya sowie anderthalb Jahre (Juli 2012 bis Dezember 2013) bei dem Mitte 2012 von der Dodsal-Gruppe ins Leben gerufenen Dodsal FC ein, der Anfang 2013 in Mumbai Tigers FC umbenannt wurde, um die Verbindung zu den Fans am gewählten Standort Mumbai zu stärken.
Nachdem die Episode bei Rangdajied als vergleichsweise erfolglos gilt, zeigte er sich bei dem damals zweitklassigen Verein aus Mumbai in hervorragender Form, weshalb er in der zweiten Hälfte der erstklassigen I-League-Saison 2013/2014 im Januar 2014 zum Salgaocar Sports Club, einem Verein aus Vasco da Gama in Goa, wechselte und dort bis Juni 2015 blieb.
Anschließend unterzeichnete Bikash Jairu einen zwei Jahre laufenden Vertrag beim East Bengal Club. Sein Engagement dort wurde zeitweilig durch zwei Ausleihen an den FC Pune City und an Atlético de Kalkutta unterbrochen. Im November 2017 wechselte er dann zu Jamshedpur FC, wo der Vertrag planmäßig bis Juni 2020 läuft.

### Nationalmannschaft
Laut der Online-Datenbank weltfussball.de bestritt Bikash Jairu bis Ende 2018 insgesamt elf Spiele mit der indischen Nationalmannschaft. Dabei handelte es sich u. a. um drei Qualifikationsspiele für die Fußball-Weltmeisterschaft 2018 und zwei Qualifikationsspiele für die Fußball-Asienmeisterschaft. Ansonsten war er Mitglied in jenem Kader, der bei den Fußball-Südasienmeisterschaften 2015 den Sieg errang.

## Sonstiges
Bikash Jairu spielt gerne auf der Gitarre. Nach eigenen Angaben wäre er Musiker geworden, hätte er nicht die Laufbahn als Fußballer eingeschlagen.

## Erfolge
- South Asian Football Federation Cup (SAFF Cup): 2015